# Zygomyia kurilensis
Zygomyia kurilensis är en tvåvingeart som beskrevs av Zaitzev 1989. Zygomyia kurilensis ingår i släktet Zygomyia och familjen svampmyggor. Inga underarter finns listade i Catalogue of Life.